# 만정초등학교
만정초등학교는 대한민국 경기도 안성시에 있는 공립 초등학교이며 2011년에 신설되었다.

## 학교 연혁
- 2011. 03. 01 만정초등학교 개교
- 2011. 03. 02 만정초등학교 병설유치원 개원(3학급)

## 참고 자료
- 만정초등학교 - 한국교육학술정보원 학교알리미